# Nikolaï Beliaïev
Pour les articles homonymes, voir Beliaïev.
Nikolai Vassilievitch Beliaïev (en russe : Николай Васильевич Беляев), né le 27 avril 1859 (9 mai dans le calendrier grégorien) et mort le 15 février 1920, est un philanthrope, entrepreneur, fondateur et président de la Société du chemin de fer de la Haute Volga.

## Biographie
Né dans une famille de professeur à Moscou. Pour les mérites de son père en 1884, la famille Beliaïev a reçu la noblesse héréditaire. En 1879, Nikolai Beliaïev a obtenu son diplôme du corps de cadets de l'école militaire Bakhtin à Orel.
Nikolai Beliaïev était membre de la communauté de sœurs de la charité Alexandrinsky du nom de l'impératrice Alexandra Feodorovna du Comité d'aide chrétienne  de la Croix-Rouge russe,.  Pour les services rendus à la communauté, Nikolai Beliaïev a reçu les ordres de Sainte-Anne et de Saint-Stanislas du 3e classe. En 1893, il devint registraire de collège, en 1896 secrétaire de province, et en 1900 conseiller d'État.
En outre, il est reconnu comme l’un des bienfaiteurs du comité d’aide aux étudiants nécessiteux du 4e Gymnasium de Moscou.

## Entrepreneuriat

Le chemin de fer de la Haute Volga dans le système de chemins de fer modernes de la région

Avec des personnes partageant les mêmes idées, Nikolai Beliaïev a fondé et dirigé par la suite la Société pour la construction et l'exploitation du chemin de fer de la Haute Volga,  chargée de la construction et de la gestion de la ligne de chemin de fer sur la base privée.
Nikolai Beliaïev a été l’un des principaux initiateurs du chemin de fer, qui faisait une alternative à la voie fluviale de la Haute Volga. Pour que l'industrie et le commerce forestier se développent rapidement, des transports plus fiables et plus rapides étaient nécessaires. C'est pourquoi l'idée de construire un chemin de fer a été fortement soutenue par les autorités régionales et les entrepreneurs.  La route a été construite en 1914-1918 (Saviolovo - Kaliazine, Kaliazine - Kachine), et achevée plus tard dans les années 1930 (Kaliazine - Ouglitch).

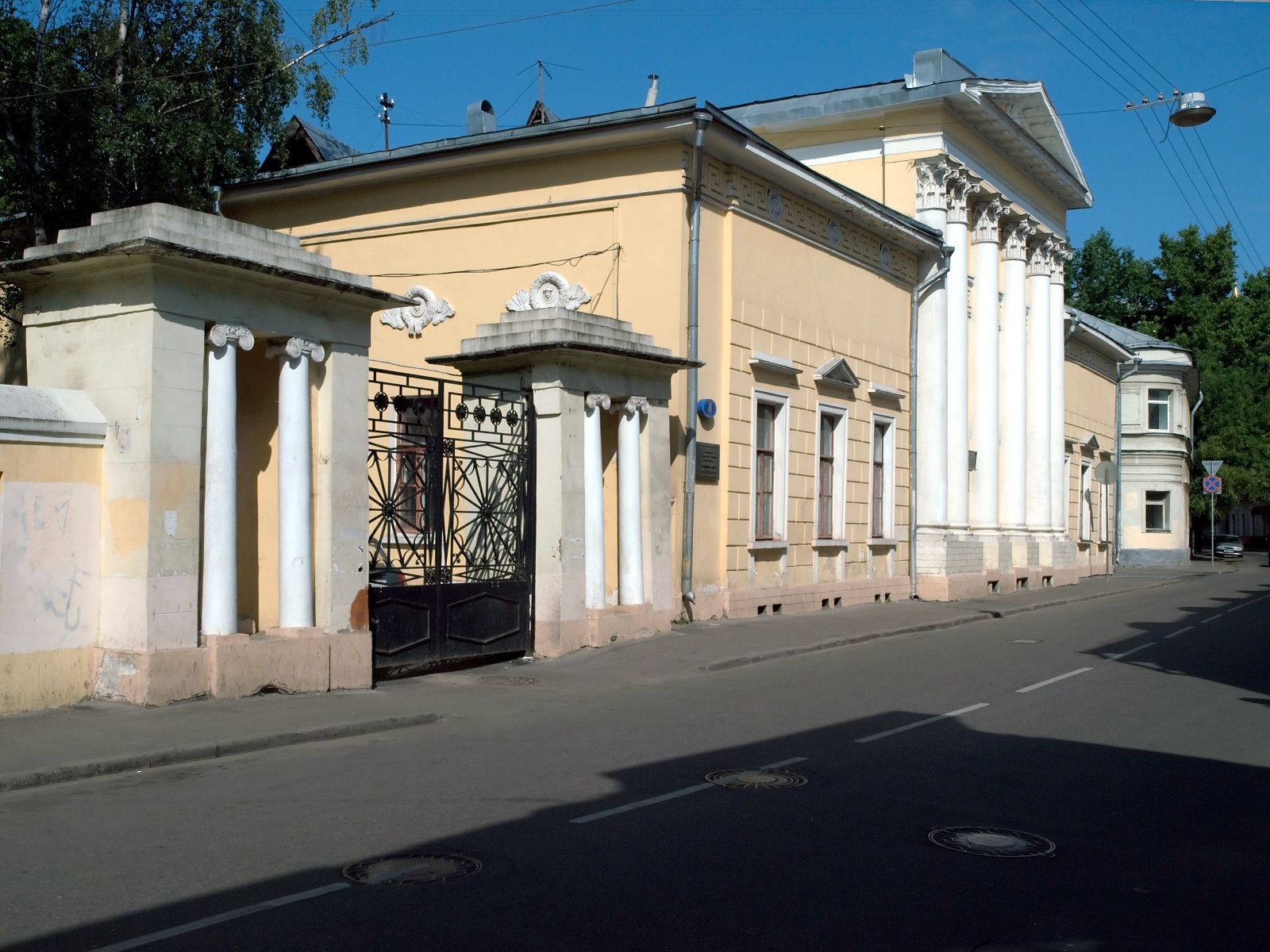
Domaine à Potapovsky pereoulok

Autrefois propriété privée, cette ligne fait maintenant partie de la ligne de Chemin de fer d’Octobre et relie Moscou à Kaliazine et Ouglitch.
Nikolai Beliaïev était également membre de la maison de joaillerie D.P. et M. Frolov  et de la Société automobile de Moscou  qui organisait les courses de voitures publiques et élaborait le code de la route. Nikolai Beliaïev possédait l'une des premières voitures Mercedes Benz à Moscou.
En tant que membre du Parti constitutionnel démocratique, Nikolai Beliaïev a cherché à réformer l'État russe et, en tant que candidat à la Douma de la ville de Moscou, a soutenu le gouvernement provisoire.  La Révolution de Février s'est avérée être un défi pour lui et sa famille - alors que les membres de la famille combattaient dans l'armée blanche et étaient activement engagés dans des activités anti-bolcheviques (puis avaient fui le pays), d'autres restaient et devenaient sujets à la répression avant de s'adapter au nouveau régime.
15 février 1920, Nikolai Beliaïev meurt a la laure de la Trinité-Saint-Serge dans des circonstances peu claires. Il était le dernier propriétaire du domaine Golovine à Potapovsky pereoulok.

## Liens familiaux[13]
Le père de Nikolai Beliaïev, Vassily Alexeievitch Beliaïev (1823–1881) a enseigné à l'Institut Lazarev des langues orientales.  Mère - Olga Mikhailovna Belyaeva (1833-1912), issue d'une famille de bijoutiers-marchands moscovites des Frolov.  Épouse - Alexandra Alexandrovna (1865-1954) des marchands Alexeev. Son grand-père et son père, Ivan Vassilievitch et Alexander Ivanovitch Alexeev, étaient propriétaires du passage Lubyansky à Moscou. Elle a émigré à Nice.  Ils eurent huit enfants, dont l'aîné, Alexander (1891-1977), après avoir participé à la Guerre civile, émigra à Berlin, puis à Munich. L’autre fils Viktor Nikolaievitch Beliaïev (1896 - 1955) est devenu un concepteur d'avion soviétique.
Son frère Sergueï Vassilievitch Beliaïev  (1856 - après 1917) était le général de l'Armée impériale russe. Sa sœur - Maria Vassilievna  (1869-?) était mariée au consul de l'Empire russe à Damas, secrétaire de la Société impériale orthodoxe de Palestine, le chambellan Alexei Petrovitch Beliaïev (1859-1906).  La Première Guerre mondiale la retrouva à Lausanne avec ses enfants. À cause de la Révolution d'Octobre et de la Guerre civile russe, elle ne put plus retourner en Russie.